# Вадинский сельсовет (Пензенская область)
Вадинский сельсовет — сельское поселение в Вадинском районе Пензенской области Российской Федерации.
Административный центр — село Вадинск.

## История
Статус и границы сельского поселения установлены Законом Пензенской области от 2 ноября 2004 года № 690-ЗПО «О границах муниципальных образований Пензенской области».

## Население
| 2002  | 2010  | 2012  | 2013  | 2014  | 2015  | 2016  |
| ----- | ----- | ----- | ----- | ----- | ----- | ----- |
| 4856  | ↗4918 | ↘4849 | ↘4776 | ↘4673 | ↘4633 | ↘4547 |
| 2017  | 2018  | 2021  |       |       |       |       |
| ↘4546 | ↘4459 | ↘4062 |       |       |       |       |

## Состав сельского поселения
| № | Населённый пункт    | Тип населённого пункта       | Население |
| - | ------------------- | ---------------------------- | --------- |
| 1 | Вадинск             | село, административный центр | ↘4056     |
| 2 | Русская Шуриновка   | деревня                      | 2         |
| 3 | Татарская Шуриновка | деревня                      | 11        |
| 4 | Щербаковка          | село                         | ↘14       |